# Inline-Speedskating-Weltmeisterschaften 1998
Die Inline-Speedskating-Weltmeisterschaften wurden im spanischen Pamplona ausgetragen. Die Bahn-Wettkämpfe fanden vom 28. bis 31. August 1998 und die Straßen-Wettkämpfe vom 3. bis 6. September 1998 statt.
Die erfolgreichsten Teilnehmer waren Theresa Cliff mit sechs Goldmedaillen bei den Frauen und Chad Hedrick mit sieben Goldmedaillen bei den Herren.

## Frauen
| Distanz                | Gold                                                     | Silber                                                  | Bronze                                  |
| Bahn                   | Bahn                                                     | Bahn                                                    | Bahn                                    |
| ---------------------- | -------------------------------------------------------- | ------------------------------------------------------- | --------------------------------------- |
| 300 m Einzelsprint     | Andrea González                                          | Eva Lizarraga                                           | Valentina Belloni                       |
| 500 m Sprint           | Nicoletta Gallessi                                       | Julie Brandt                                            | Andrea González                         |
| 1500 m Sprint          | Nicoletta Gallessi                                       | Julie Brandt                                            | Andrea González                         |
| 5000 m Punkte          | Theresa Cliff                                            | Simona Vesprini                                         | Debra Beveridge                         |
| 10000 m Punkte-Auss.   | Theresa Cliff                                            | Vicci King                                              | Sheila Herrero                          |
| 15000 m Ausscheidung   | Theresa Cliff                                            | Debra Beveridge                                         | Sheila Herrero                          |
| 5000 m Staffel         | Vereinigte Staaten Julie Brandt Theresa Cliff Vicci King | Italien Nicoletta Gallessi Adelia Marra Simona Vesprini | Taiwan Ling Liu Ya-Wen Chen Shin-Yu Hou |
| Straße                 |                                                          |                                                         |                                         |
| 300 m Einzelsprint     | Andrea González                                          | Adelia Marra                                            | Gypsy Tidwell                           |
| 500 m Sprint           | Gypsy Tidwell                                            | Adelia Marra                                            | Andrea González                         |
| 1500 m Sprint          | Andrea González                                          | Adelia Marra                                            | Ling Liu                                |
| 3000 m Massenstart     | Theresa Cliff                                            | Simona Vesprini                                         | Erika Rueda                             |
| 5000 m Punkte          | Sheila Herrero                                           | Theresa Cliff                                           | Andréa Haritchelhar                     |
| 10000 m Punkte-Auss.   | Theresa Cliff                                            | Adelia Marra                                            | Andréa Haritchelhar                     |
| 15000 m Ausscheidung   | Julie Brandt                                             | Theresa Cliff                                           | Andréa Haritchelhar                     |
| Langstrecke            |                                                          |                                                         |                                         |
| 21097,5 m Halbmarathon | Adelia Marra                                             | Julie Brandt                                            | Andrea González                         |

## Männer
| Distanz              | Gold                                                       | Silber                                                  | Bronze                                                   |
| Bahn                 | Bahn                                                       | Bahn                                                    | Bahn                                                     |
| -------------------- | ---------------------------------------------------------- | ------------------------------------------------------- | -------------------------------------------------------- |
| 300 m Einzelsprint   | Keith Turner                                               | Alessandro Cantarella                                   | Chad Hedrick                                             |
| 500 m Sprint         | Keith Turner                                               | Chad Hedrick                                            | Anthony Dodd                                             |
| 1500 m Sprint        | Chad Hedrick                                               | Derek Downing                                           | Ippolito Sanfratello                                     |
| 10000 m Punkte       | Chad Hedrick                                               | Massimiliano Presti                                     | Jorge Botero                                             |
| 15000 m Punkte-Auss. | Chad Hedrick                                               | Massimiliano Presti                                     | Arnaud Gicquel                                           |
| 20000 m Ausscheidung | Chad Hedrick                                               | Jorge Botero                                            | Michael Byrne                                            |
| 10000 m Staffel      | Vereinigte Staaten Derek Downing Chad Hedrick Keith Turner | Italien Fabio Marangoni Luca Presti Massimiliano Presti | Frankreich Arnaud Gicquel Pascal Briand Johan Langenberg |
| Straße               |                                                            |                                                         |                                                          |
| 300 m Einzelsprint   | Gregorio Duggento                                          | Keith Turner                                            | Alessandro Cantarella                                    |
| 500 m Sprint         | Keith Turner                                               | Diego Rosero                                            | Alessandro Cantarella                                    |
| 1500 m Sprint        | Chad Hedrick                                               | Jorge Botero                                            | Pascal Briand                                            |
| 10000 m Punkte       | Arnaud Gicquel                                             | Jorge Botero                                            | Chad Hedrick                                             |
| 15000 m Punkte-Auss. | Chad Hedrick                                               | Arnaud Gicquel                                          | Massimiliano Presti                                      |
| 20000 m Ausscheidung | Jorge Botero                                               | Massimiliano Presti                                     | Arnaud Gicquel                                           |
| Langstrecke          |                                                            |                                                         |                                                          |
| 42195 m Marathon     | Martin Escobar                                             | Chad Hedrick                                            | Jorge Botero                                             |

## Medaillenspiegel
| Platz | Land               | Gold | Silber | Bronze | Gesamt |
| ----- | ------------------ | ---- | ------ | ------ | ------ |
| 1.    | Vereinigte Staaten | 18   | 10     | 3      | 31     |
| 2.    | Italien            | 4    | 12     | 5      | 21     |
| 3.    | Argentinien        | 4    | 0      | 7      | 11     |
| 4.    | Kolumbien          | 1    | 4      | 3      | 8      |
| 5.    | Frankreich         | 1    | 1      | 4      | 6      |
| 6.    | Spanien            | 1    | 1      | 2      | 4      |
| 7.    | Australien         | 0    | 1      | 3      | 4      |
| 8.    | Taiwan             | 0    | 0      | 2      | 2      |